# Часы в Кошеле
Часы в Кошеле-хаусе (англ. Cotehele clock, Кэлсток, Корнуолл) — старейшие башенные часы в Соединённом Королевстве, которые сохранились в исходной конструкции и находятся в рабочем состоянии на своём изначальном месте. Построены между 1493 и 1521 годами. Механизм не имеет циферблата и отбивает часы при помощи колокола.

## История
Первая часовня в Кошеле-хаусе построена около 1411 года, от неё остались только северная и южная стены.
Поместье в 1489 году унаследовал Пирс Эджкамб, который в 1493 году женился на Джоан Дарнфорд. Она умерла в 1521 году, и повторно Эджкамб женился в 1525-м. Его первому браку посвящены два заалтарных образа, из чего можно сделать вывод, что строительство нынешней часовни шло в первые годы его первого брака. Часы располагаются в нише в западной стене (на приведённом плане запад сверху). Ниша считается устроенной специально для часов, потому что хорошо сочетается в размерах с механизмом, двумя приводными гирями и блоками, а также имеет канал для троса, выводящий на колокольню. Маловероятно, что для богатого поместья были приобретены бывшие в употреблении часы. Их конструкция аналогична механизмам в Касл-Комбе и Марстон-Магна. Обследование 2004 года установило, что эта стена перестраивалась для новой часовни, так что часы датируются 1493—1521 годами, ближе к ранней дате.
В отличие от других средневековых английских часов, Кошельские никогда не переделывались в маятниковые, и потому являются образцом раннего шпиндельного спуска с фолиотом. Солсберийские часы, например, в XVII веке были переделаны в маятниковые, и нынешний их шпиндельный спуск — новодельный.
Часы признаны старейшими башенными часами в Соединённом Королевстве, которые работают в неизменном виде и на прежнем месте. Даты постройки Солсберийских и Уэлских часов вызывают споры, и диапазон датировок простирается от XIV до начала XVI века, так что Кошельские часы могут быть и вообще старейшими действующими механическими часами в стране.

## Реставрации

### 1962 года
Часы были разобраны и перевезены в мастерскую Thwaites & Reed. Сесил Клаттон пишет, что износ шестерён сочли приемлемым, и ничего с ними не делали, только поставили втулки в разработавшиеся отверстия для кончиков осей. Также, судя по клейму T&R на рычаге освобождения боя, эта часть механизма тоже ремонтировалась, и деревянная рама выглядит новой. Подвес спускового механизма также новый, в том же стиле, что и рычаг освобождения боя. Возможно, что изначально фолиот висел на верёвке.

### 2002 года
Проект реставрации часов к золотому юбилею королевы Елизаветы был выполнен в июне 2002 года. Мастер-реставратор Питер Уоткинсон разобрал часы, отмыл и смазал. Они достигают точности двух минут в сутки. После этого часы стали пускать в ход утром и останавливать вечером. На одном заводе они могут ходить сутки.

## Устройство
Механизм боя находится над механизмом хода.

### Рама
Часы собраны в прямоугольной раме из кованого железа, верхний и нижний брусья рамы прикреплены к стойкам железными клиньями. Высота рамы — 115 см, сечение брусьев — 4×1,5 см².

### Ходовой механизм
Большое колесо имеет 95 зубьев, шестерня спускового колеса — 8 зубьев, спусковое колесо — 25 зубьев. Таким образом, большое колесо совершает один оборот в час при периоде колебаний фолиота 12,13 с.
Фолиот длиной 89 см имеет насечки на концах на протяжении 9 см. Слева 13 засечек, справа — 10. Длина шпинделя спуска 56 см, нижняя паллета высотой 3,7 см, верхняя ― 3 см, обе паллеты шириной около 2 см и располагаются под углом 110° друг к другу.
Спусковое колесо корончатое, диаметром 28 см, шириной до кончиков зубьев 4 см, с четырьмя спицами 2×0,7 см².
Часы приводятся в действие гирей и верёвкой, которая может быть уложена на барабане в 24 оборота в один слой, что позволяет механизму ходить 24 часа. Второй слой укладки изменяет движущую силу и приводит к большой ошибке хода, потому что фолиот не имеет собственной частоты колебаний, и его период зависит от силы, действующей на него со стороны механизма. Часы заводятся с помощью четырёх рукояток и храповика.
Любопытно, что если бы главное колесо имело 96 зубьев, передаточные отношения в механизме стали бы целыми, и период колебаний фолиота равнялся бы точно 12 секундам, но так не было сделано, что является дополнительным аргументом к тому, что часы построены, когда такие мелкие интервалы времени как минута и секунда ещё не использовались.
Короткие насечённые плечи фолиота указывают на то, что часы не использовались для отсчёта 12 часов от восхода до заката солнца, продолжительность которых возрастает от зимы к лету и уменьшается обратно, а были построены для равномерного счёта времени в 24-часовых сутках.

### Боевой механизм
Большое колесо механизма боя имеет 78 зубьев и 8 штифтов для рычага боя, что соответствует 78 ударам в 12 часов. На том же валу сидит 8-зубая шестерня для 78-зубого счётного колеса. К ветрянке ведёт отдельная система передач: с большим колесом сцеплена 8-зубая шестерня 40-зубого промежуточного колеса, а с промежуточным колесом — 12-зубая цевка ветрянки. 
Таким образом, счётное колесо делает один оборот в 12 часов, главное колесо за это время делает 9¾ оборота, то есть 8×9¾ = 1 + 2 + 3 + 4 + 5 + 6 + 7 + 8 + 9 + 10 + 11 + 12 = 78 ударов колокола. Счётные выемки расположены на внутренней поверхности колеса.
Барабан допускает 19,5 оборотов верёвки, с помощью которых можно произвести все 156 ударов за сутки

### Привод
Ходовой механизм проводится в действие каменной гирей, а боевой — чугунной. Чугунная гиря весит около 40 килограммов, а каменная — несколько больше. Гири подвешены на блоках и, таким образом, часы приводятся в действие вдвое меньшей силой, чем их вес, зато пространство для спуска гирь требуется вдвое меньше, чем длина верёвки.

## Точность
Ход часов был проверен в 2011 году и составил от +10 до −40 секунд в час, но предсказать его для каждого конкретного часа трудно: на графике хода нет повторяющегося в течение часа рисунка, вероятно, потому что передаточное отношение главной пары составляет 95:8, и, таким образом, одни и те же зубья главного колеса и шестерни ходового колеса сцепляются только через 8 часов.
На точность часов могут влиять следующие факторы:
- подвес фолиота не оригинальный, трение в нём велико. Подвес на верёвке может сильно уменьшить трение и сделать ход часов более равномерным;
- фолиот висит криво и колебания его совершаются не в горизонтальной плоскости;
- зацепление паллет со спусковым колесом неточно, паллеты спадают на зубья, и это отдаётся сотрясениями в шпинделе и фолиоте. Причиной этой неточности может быть как износ, так и неумелый ремонт в прошлом;
- чрезмерный вес рычага освобождения боя. Этот рычаг неоригинальный, сделан, вероятно, в 1962 году, и весит гораздо больше, чем можно предположить, исходя из сечений остальных частей механизма. Более лёгкий рычаг оказывал бы меньшее сопротивление ходовому механизму в период подготовки к бою.

Тем не менее, с учётом того, что солнечный полдень в течение года сдвигается на 15 минут в каждую сторону, эти часы для XVI века являются чрезвычайно точными. Если бы они действовали полные сутки (на ночь бой можно выключать), их приходилось бы поправлять по солнечным часам лишь раз в несколько дней, и если бы солнце не показывалось дольше, часы всё равно сохраняли бы неплохую точность.